# Ritchie Kitoko
Ritchie Kitoko (Kinshasa, República Democràtica del Congo, 11 de juny de 1988) és un futbolista congolès, amb nacionalitat belga que ocupa la posició de migcampista. El seu actual equip és el Real Jaén CF.

## Trajectòria
La seva carrera esportiva va començar de jove en l'equip belga de l'Standard de Lieja club en el qual se li van veure maneres de futbolista prometedor. A l'any següent, arriba al filial de l'Albacete Balompié de Tercera Divisió on aconsegueix la titularitat amb el primer equip que aleshores competia a la Segona Divisió. La seva darrera temporada en el club manxec despunta de tal manera que se l'arriba a comparar amb el jugador francès Makélélé pel seu gran desplegament físic i mentalitat defensiva. L'estiu de 2009 és venut a l'Udinese italià per uns 2 milions d'euros.
Al mercat d'hivern posterior és cedit al Granada CF, en el qual va esdevenir una peça important per aconseguir l'ascens del club andalús a Segona Divisió, després de 22 anys.
La temporada 2011-12 és cedit al CD Tenerife. La temporada següent juga al Girona FC, club en el qual arriba en condició de cedit.
En el mercat d'estiu de 2013 és cedit al Real Jaén per una temporada.